# Julie Bishop
Julie Bishop (30 de agosto de 1914 – 30 de agosto de 2001) foi uma atriz de cinema e de televisão estadunidense, que iniciou sua carreira ainda criança, na era do cinema mudo, tendo continuado a carreira plenamente após o início da era sonora. Ela atuou em 92 filmes entre 1923 e 1957.
Pode ser considerada uma raridade entre as estrelas de cinema, pois iniciando ainda criança no cinema mudo, facilmente adaptou-se ao cinema sonoro. Além disso, mesmo mudando os nomes inteiramente, ela continuou conhecida e atuando. Tendo iniciado a carreira em criança como Jacqueline Wells, mais tarde mudou seu nome artístico para Diane Duval, por um curto período, e depois para Julie Bishop, nome pelo qual se tornou mais conhecida.

## Biografia
Nascida em Denver, Colorado, filha de um rico banqueiro, ela cresceu no Texas e, eventualmente em Los Angeles, após o divórcio de seu pais. Bishop nasceu com o nome Jacqueline Wells e usou esse nome profissionalmente até 1941. Quando se aventou mudar seu nome artístico, considerado pelos diretores “muito longo”, ela atuou em apenas um filme como Diane Duval, e depois mudou o nome para Julie Bishop.
Foi uma criança artista, iniciando sua carreira em 1923. Seu primeiro filme foi Children of Jazz, pela Famous Players-Lasky Corporation em 1923. Um dos primeiros créditos de importância de Jacqueline Wells foi um seriado silencioso, The Bar-C Mystery, em 1926. Atuou em Heroes of the West, em 1932, um dos primeiros seriados sonoros da Universal Pictures. Foi nessa época que aventou-se sobre a mudança de nome, e foi pensado no nome Diane Duval, mas só foi mantido por pouco tempo, voltando a usar Jacqueline Wells.
O seriado Clancy of the Mounted, em 1933, se seguiu, ao lado de Tom Tyler, e o Western Square Shooter, em 1935, estrelado por Tim McCoy.
Atuou em vários filmes de Laurel and Hardy, tais como Any Old Port!, em 1932, e The Bohemian Girl, em 1936.
Trabalhou na Paramount Pictures no início dos anos 1930, na Columbia Pictures durante vários anos, na Republic Pictures, na Warner Brothers. O nome pelo qual é lembrada aconteceu quando lhe foi oferecido um contrato pela Warner Bros., na condição de que ela mudass seu nome, que estava associado com ela quase exclusivamente em atuações em filmes-B através de 1941 (totalizando quase 50 filmes em 17 anos). Ela escolheu o nome porque combinou monogramas (tinha  sido casada com Walter Booth Brooks III, um escritor). Segundo a atriz, "Jack Warner disse que meu nome real, Jacqueline Wells, era muito longo; precisávamos de um nome mais curto. (...) Foi Steve Trilling, cabeça da Warner, que veio com Julie Bishop. Eu adotei e gosto do nome Julie Bishop, assim saiu tudo certo no final. Apesar de quatro letras mais curto, tem as mesmas quatro consoantes que Jacqueline Wells tem!"
Fez 16 filmes para a Warner Brothers, incluindo Princess O'Rourke , de 1943, ao lado de Olivia de Havilland e Robert Cummings. Enquanto estava filmando, conheceu seu segundo marido, Clarence Shoop, um piloto. Ela atuou também ao lado de Humphrey Bogart em Action in the North Atlantic , em 1943, e interpretou a esposa de Ira Gershwin no filme biográfico Rhapsody in Blue, em 1945, terminando com a Warner em 1946, com Cinderella Jones.
Julie Bishop atuou em vários westerns. Em Kansas Terrors Julie personificava uma garota mexicana. Trabalhou depois em Wild Bill Hickok Rides, em 1942, e em Last of the Redmen, em 1947. O último western de Julie foi The Big Land , em 1957, que foi seu último filme.
Bishop atuou ao lado de John Wayne em Sands of Iwo Jima, em 1949, em Westward the Women, em 1951, dirigido por William Wellman, e The High and the Mighty, em 1954.
Entre 1952 e 1953, participou de 21 episódios da série de televisão “My Hero”, com Robert Cummings, personificando Julie Marshall.

## Outras atividades
Ela também se apresentou no teatro, nas peças "Hamlet" e "The Merchant of Venice".
Era também piloto privado licenciado, além de pintora de naturezas mortas, tendo se apresentado em várias exposições em seus anos de pós-carreira.

## Vida familiar
Casada três vezes, Julie Bishop teve um filho, médico e piloto, e uma filha, a atriz Pamela Susan Shoop, ambos do segundo casamento, com o General Clarence A. Shoop, um piloto de teste que voou para Howard Hughes e depois se tornou vice-presidente da Hughes Aircraft; eles foram casados de 1944 até a morte dele, em 1968. Casou ainda uma terceira vez.

## Morte
Julie Bishop morreu de pneumonia em seu 87º aniversário, em 30 de agosto de 2001, em Mendocino, Califórnia.

## Filmografia seleta
- Bluebeard's 8th Wife (1923)
- Maytime (1923)

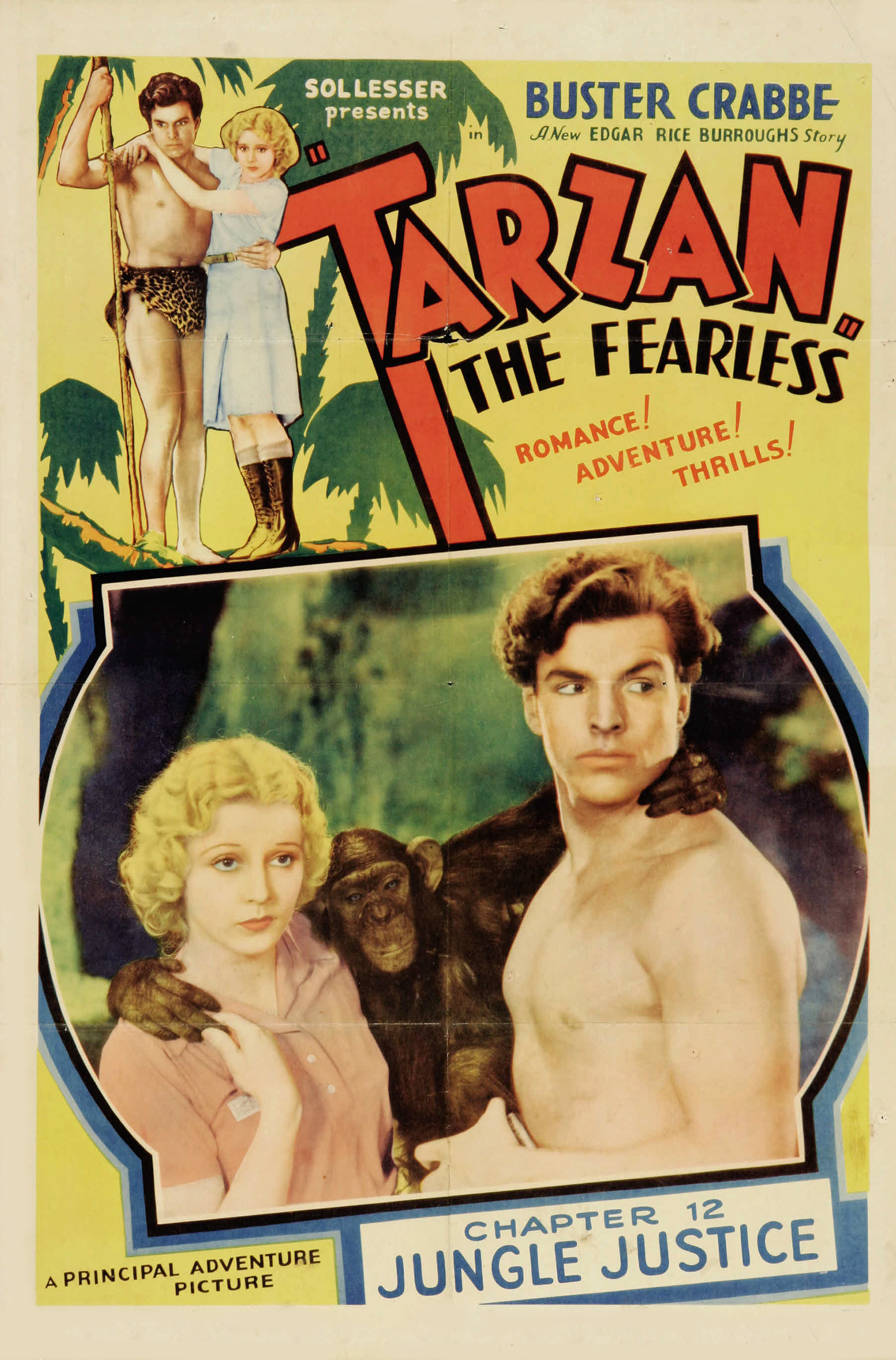
Poster do filme Tarzan the Fearless, de 1933.

- Dorothy Vernon of Haddon Hall (1924)
- Captain Blood (1924)
- The Golden Bed (1925)
- The Bar-C Mystery (1926)
- Any Old Port! (1932)
- Heroes of the West (1932)
- Clancy of the Mounted (1933)
- Tarzan the Fearless (1933)
- The Black Cat  (1934)
- The Bohemian Girl (1936)
- Torture Ship (1939)
- The Ranger and the Lady (1940)
- Young Bill Hickok (1940)
- Lady Gangster (1942)
- Northern Pursuit (1943)
- Action in the North Atlantic (1943)
- Princess O'Rourke (1943)
- Rhapsody in Blue (1945)
- Cinderella Jones (1946)
- Last of the Redmen (1947)
- High Tide (1947)
- Sands of Iwo Jima (1949)
- Riders of the Range (1949)
- Westward the Women (1951)
- The High and the Mighty (1954)
- Headline Hunters (1955)